# Campeonato da Europa de Corta-Mato de 2019

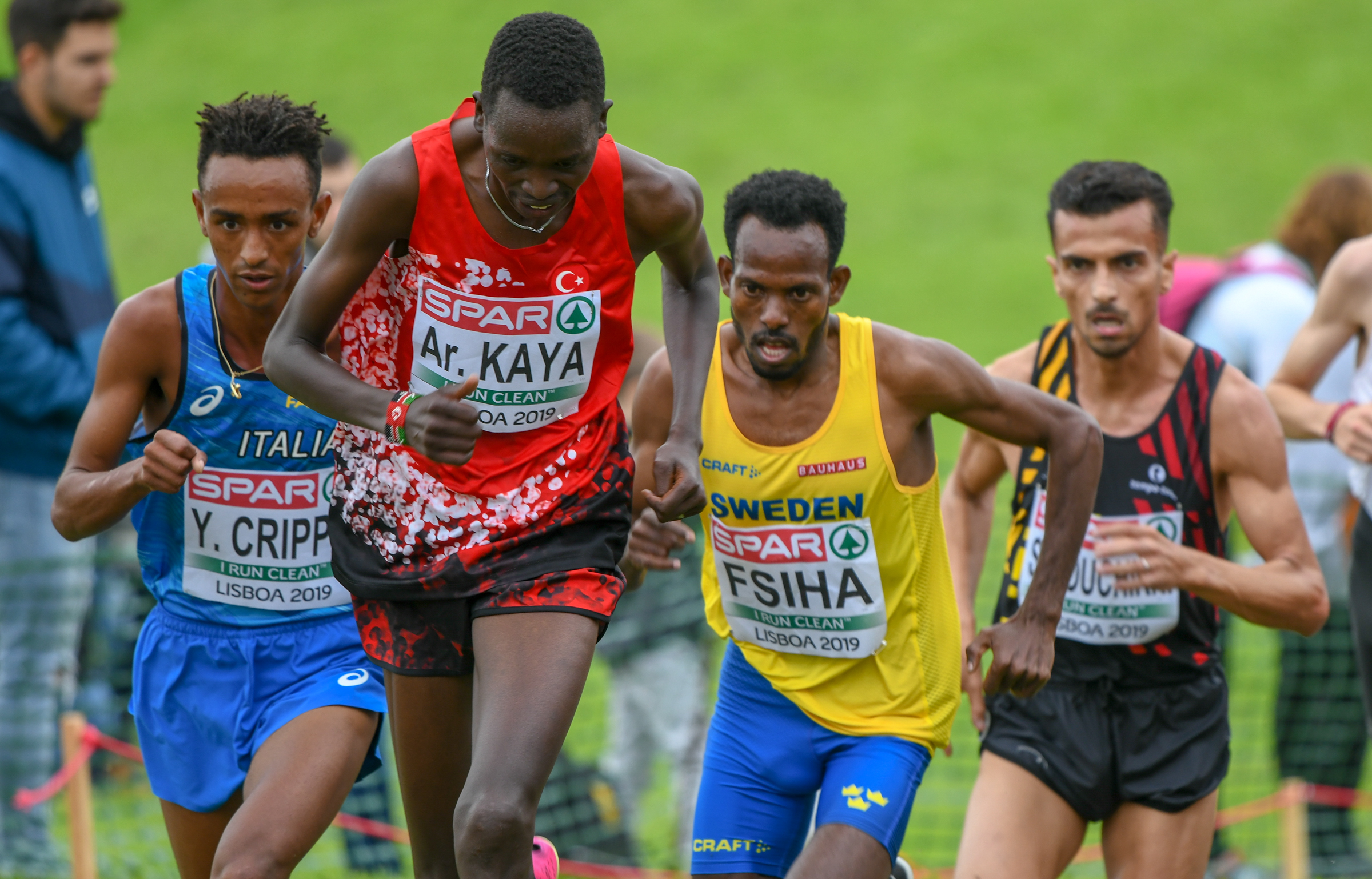
Yemaneberhan Crippa no Campeonato Europeu de Corta-Mato de 2019.

O Campeonato da Europa de Corta-Mato de 2019 foi a 26ª edição da competição organizada pela Associação Europeia de Atletismo no dia 8 de dezembro de 2019. As provas ocorreram no no Parque da Bela Vista, em Lisboa ,Portugal. Foram disputadas sete categorias com a presença de 555 atletas de 40 nacionalidades. 

## Cronograma
Todos os horários são locais (UTC +0). 
| Hora  | Prova                                   |
| ----- | --------------------------------------- |
| 7:00  | Categoria Sub-20 masculino              |
| 7:30  | Categoria Sub-20 feminino               |
| 7:55  | Categoria Sub-23 masculino              |
| 8:30  | Categoria Sub-23 feminino               |
| 9:05  | Categoria Sênior misto 4 × 1 500 metros |
| 9:35  | Categoria Sênior masculino              |
| 10:20 | Categoria Sênior feminino               |

## Resultados
Esses foram os resultados do campeonato. 

### Sênior masculino 10.225 m
Individual
| Posição           | Atleta               | Nacionalidade | Tempo       |
| ----------------- | -------------------- | ------------- | ----------- |
| Medalha de ouro   | Robel Fsiha          | Suécia        | 29 min 59 s |
| Medalha de prata  | Aras Kaya            | Turquia       | 30 min 10 s |
| Medalha de bronze | Yemaneberhan Crippa  | Itália        | 30 min 21 s |
| 4                 | Julien Wanders       | Suíça         | 30 min 25 s |
| 5                 | Andrew Butchart      | Reino Unido   | 30 min 38 s |
| 6                 | Samuel Fitwi Sibhatu | Reino Unido   | 30 min 39 s |
| 7                 | Soufiane Bouchikhi   | Bélgica       | 30 min 41 s |
| 8                 | Isaac Kimeli         | Bélgica       | 30 min 46 s |
| 9                 | Ben Connor           | Reino Unido   | 30 min 47 s |
| 10                | Jonas Raess          | Suíça         | 30 min 53 s |

Equipe
| Posição           | Equipe                                                        | Pontos      |
| ----------------- | ------------------------------------------------------------- | ----------- |
| Medalha de ouro   | Reino Unido · Andrew Butchart, Ben Connor, Kristian Jones     | 5+9+22=36   |
| Medalha de prata  | Bélgica · Soufiane Bouchikhi, Isaac Kimeli, Lahsene Bouchikhi | 7+8+23=38   |
| Medalha de bronze | Espanha · Antonio Abadía, Carlos Mayo, Fernando Carro         | 11+14+20=45 |

### Sênior feminino 8.225 m
Individual
| Posição           | Atleta                    | Nacionalidade | Tempo       |
| ----------------- | ------------------------- | ------------- | ----------- |
| Medalha de ouro   | Yasemin Can               | Turquia       | 26 min 52 s |
| Medalha de prata  | Karoline Bjerkeli Grøvdal | Noruega       | 27 min 07 s |
| Medalha de bronze | Samrawit Mengsteab        | Suécia        | 27 min 43 s |
| 4                 | Fionnuala McCormack       | Irlanda       | 27 min 45 s |
| 5                 | Liv Westphal              | França        | 28 min 02 s |
| 6                 | Jessica Judd              | Reino Unido   | 28 min 05 s |
| 7                 | Charlotte Arter           | Reino Unido   | 28 min 07 s |
| 8                 | Ana Dulce Félix           | Portugal      | 28 min 09 s |
| 9                 | Elena Burkard             | Alemanha      | 28 min 10 s |
| 10                | Carla Salomé Rocha        | Portugal      | 28 min 13 s |

Equipe
| Posição           | Equipe                                                           | Pontos     |
| ----------------- | ---------------------------------------------------------------- | ---------- |
| Medalha de ouro   | Reino Unido · Jessica Judd, Charlotte Arter, Abbie Donnelly      | 6+7+13=26  |
| Medalha de prata  | Irlanda · Fionnuala McCormack, Aoibhe Richardson, Ciara Mageean  | 7+8+23=41  |
| Medalha de bronze | Portugal · Ana Dulce Félix, Carla Salomé Rocha, Susana Francisco | 8+10+25=43 |

### Sênior misto 6.000 m
Equipe
| Posição           | Equipe                                                                                  | Tempo       |
| ----------------- | --------------------------------------------------------------------------------------- | ----------- |
| Medalha de ouro   | Reino Unido · Sarah McDonald, James McMurray, Alexandra Bell, Jonny Davies              | 17 min 55 s |
| Medalha de prata  | Bielorrússia · Katsiaryna Karneyenka, Artsiom Kalachou, Volha Nemahai, Siarhei Platonau | 18 min 01 s |
| Medalha de bronze | França · Aurore Fleury, Yani Khelaf, Sandra Beuvière, Alexis Miellet                    | 18 min 05 s |
| 4                 | Espanha · Solange Andreia Pereira, Sergio Jiménez, Esther Guerrero, Pablo Sánchez       | 18 min 11 s |
| 5                 | Bélgica · Vanessa Scaunet, Robin Hendrix, Camille Muls, Elliott Crestan                 | 18 min 19 s |
| 6                 | Portugal · Salomé Afonso, Paulo Rosário, Patricia Silva, Luis Monteiro                  | 18 min 29 s |
| 7                 | Irlanda · Nadia Power, John Travers, Amy O'Donoghue, Eoin Pierce                        | 18 min 40 s |
| 8                 | Suécia · Linn Nilsson, Andreas Kramer, Lovisa Lindh, Robin Rohlén                       | 18 min 45 s |
| 9                 | Lituânia · Eglė Balčiūnaitė, Benediktas Mickus, Loreta Kancyte, Simas Bertašius         | 18 min 47 s |
| 10                | Itália · Elisa Bortoli, Mohamed Zerrad, Joyce Mattagliano, Soufiane El Kabbouri         | 18 min 54 s |
| 11                | Ucrânia · Valentyna Kilyarska, Oleh Kayafa, Olesya Didovodyuk, Yuriy Kishchencko        | 19 min 14 s |
| 12                | Letônia · Agata Strausa, Janis Razgalis, Liga Velvere, Ugis Jocis                       | 19 min 20 s |

### Sub-23 masculino 8.225 m
Individual
| Posição           | Atleta                    | Nacionalidade | Tempo       |
| ----------------- | ------------------------- | ------------- | ----------- |
| Medalha de ouro   | Jimmy Gressier            | França        | 24 min 17 s |
| Medalha de prata  | Elzan Bibic               | Sérvia        | 24 min 25 s |
| Medalha de bronze | Abdessamad Oukhelfen      | Espanha       | 24 min 34 s |
| 4                 | Tadesse Getahon           | Israel        | 24 min 50 s |
| 5                 | Yohanes Chiappinelli      | Itália        | 24 min 51 s |
| 6                 | Fabien Palcau             | França        | 24 min 52 s |
| 7                 | Jacopo De Marchi          | Itália        | 24 min 55 s |
| 8                 | Mahamed Mahamed           | Reino Unido   | 24 min 56 s |
| 9                 | Oussama Lonneux           | Bélgica       | 24 min 57 s |
| 10                | Mohamed-Amine El Bouajaji | França        | 24 min 57 s |

Equipe
| Posição           | Equipe                                                               | Pontos            |
| ----------------- | -------------------------------------------------------------------- | ----------------- |
| Medalha de ouro   | França · Jimm Gressier, Fabien Palcau, Mohamed-Aminen El Bouajaji    | 1 + 6 + 10 = 17   |
| Medalha de prata  | Itália · Yohanes Chiappinelli, Jacopo De Marchi, Sebastiano Parolini | 5 + 7 + 17 = 29   |
| Medalha de bronze | Alemanha · Davor Aaron Bienenfeld, Markus Görger, Mohamed Mohumed    | 14 + 15 + 16 = 45 |

### Sub-23 feminino 6.225 m
Individual
| Posição           | Atleta             | Nacionalidade | Tempo       |
| ----------------- | ------------------ | ------------- | ----------- |
| Medalha de ouro   | Anna Emilie Møller | Dinamarca     | 20 min 30 s |
| Medalha de prata  | Jasmijn Lau        | Países Baixos | 21 min 09 s |
| Medalha de bronze | Stephanie Cotter   | Irlanda       | 21 min 15 s |
| 4                 | Jasmijn Bakker     | Países Baixos | 21 min 21 s |
| 5                 | Federica Zanne     | Itália        | 21 min 24 s |
| 6                 | Aneta Chlebiková   | Chéquia       | 21 min 25 s |
| 7                 | Bronwen Owen       | Reino Unido   | 21 min 35 s |
| 8                 | Lisa Tertsch       | Alemanha      | 21 min 41 s |
| 9                 | Eilish Flanagan    | Irlanda       | 21 min 47 s |
| 10                | Cristina Ruiz      | Espanha       | 21 min 51 s |

Equipe
| Posição           | Equipe                                                       | Pontos           |
| ----------------- | ------------------------------------------------------------ | ---------------- |
| Medalha de ouro   | Países Baixos · Jasmijn Lau, Jasmijn Bakker, Diana van Es    | 2 + 4 + 11 = 17  |
| Medalha de prata  | Irlanda · Stephanie Cotter, Eilish Flanagan, Roisin Flanagan | 3 + 9 + 17 = 29  |
| Medalha de bronze | Reino Unido · Bronwen Owen, Amelia Quirk, Poppy Tank         | 7 + 15 + 18 = 40 |

### Sub-20 masculino 6.225 m
Individual
| Posição           | Atleta             | Nacionalidade | Tempo       |
| ----------------- | ------------------ | ------------- | ----------- |
| Medalha de ouro   | Jakob Ingebrigtsen | Noruega       | 18 min 20 s |
| Medalha de prata  | Ayetullah Aslanhan | Turquia       | 18 min 58 s |
| Medalha de bronze | Efrem Gidey        | Irlanda       | 19 min 01 s |
| 4                 | Etson Barros       | Portugal      | 19 min 05 s |
| 5                 | Charles Hicks      | Reino Unido   | 19 min 05 s |
| 6                 | Dereje Chekole     | Israel        | 19 min 05 s |
| 7                 | Omar Nuur          | Suécia        | 19 min 18 s |
| 8                 | Håkon Stavik       | Noruega       | 19 min 18 s |
| 9                 | Mathew Willis      | Reino Unido   | 19 min 19 s |
| 10                | Flavien Szot       | França        | 19 min 20 s |

Equipe
| Posição           | Equipe                                                       | Pontos     |
| ----------------- | ------------------------------------------------------------ | ---------- |
| Medalha de ouro   | Reino Unido · Charles Hicks, Mathew Willis, Zakariya Mamamed | 5+9+11=25  |
| Medalha de prata  | Noruega · Jakob Ingebrigtsen, Håkon Stavik, Ibrahim Buras    | 1+8+29=38  |
| Medalha de bronze | Portugal · Etson Barros, Duarte Gomes, Miguel Moreira        | 4+14+21=39 |
| 4                 | Irlanda · Efrem Gidey, Darragh McElhenney, Thomas McStay     | 3+12+24=39 |

### Sub-20 feminino 4.225 m
Individual
| Posição           | Atleta            | Nacionalidade | Tempo       |
| ----------------- | ----------------- | ------------- | ----------- |
| Medalha de ouro   | Nadia Battocletti | Itália        | 13 min 58 s |
| Medalha de prata  | Klara Lukan       | Eslovênia     | 14 min 01 s |
| Medalha de bronze | Mariana Machado   | Portugal      | 14 min 10 s |
| 4                 | Delia Sclabas     | Suíça         | 14 min 22 s |
| 5                 | Zofia Dudek       | Polónia       | 14 min 22 s |
| 6                 | Izzy Fry          | Reino Unido   | 14 min 33 s |
| 7                 | Gréta Varga       | Hungria       | 14 min 34 s |
| 8                 | Sibylle Häring    | Suíça         | 14 min 35 s |
| 9                 | Manon Trapp       | França        | 14 min 37 s |
| 10                | Flavie Renouard   | França        | 14 min 37 s |

Equipe
| Posição           | Equipe                                                       | Pontos     |
| ----------------- | ------------------------------------------------------------ | ---------- |
| Medalha de ouro   | Reino Unido · Izzy Fry, Saskia Millard, Amelia Samuels       | 6+11+12=29 |
| Medalha de prata  | Itália · Nadia Battocletti, Angela Mattevi, Kudovica Cavalli | 1+13+14=29 |
| Medalha de bronze | França · Manon Trapp, Flavie Renouard, Ana Egler             | 9+10+19=38 |
| 4                 | Suíça · Delia Sclabas, Sibylle Häring, Livia Wespe           | 4+8+36=48  |

## Quadro de medalhas
| Ordem | País          | Medalha de ouro | Medalha de prata | Medalha de bronze | Total |
| ----- | ------------- | --------------- | ---------------- | ----------------- | ----- |
| 1     | Reino Unido   | 3               | 0                | 0                 | 3     |
| 2     | Turquia       | 1               | 2                | 0                 | 3     |
| 3     | Irlanda       | 0               | 1                | 2                 | 3     |
| 4     | Noruega       | 1               | 1                | 0                 | 2     |
| 4     | França        | 1               | 1                | 0                 | 2     |
| 4     | Itália        | 1               | 1                | 0                 | 2     |
| 4     | Suécia        | 1               | 1                | 0                 | 2     |
| 8     | Espanha       | 0               | 0                | 2                 | 2     |
| 8     | Portugal      | 0               | 0                | 2                 | 2     |
| 10    | Dinamarca     | 1               | 0                | 0                 | 1     |
| 11    | Bélgica       | 0               | 1                | 0                 | 1     |
| 11    | Bielorrússia  | 0               | 1                | 0                 | 1     |
| 11    | Sérvia        | 0               | 1                | 0                 | 1     |
| 11    | Países Baixos | 0               | 1                | 0                 | 1     |
| 11    | Eslovênia     | 0               | 1                | 0                 | 1     |
| Total | Total         | 13              | 13               | 13                | 39    |